# DeAngelo Davis
DeAngelo Davis ist ein US-amerikanischer Theater- und Filmschauspieler.

## Leben
Davis studierte von 2015 bis 2018 das Hauptfach Theater an der University of Kansas Medical Center in Lawrence. 2020 spielte er in der Fernsehserie Mister Red’s Gruesome Stories mit und rückte außerdem in den Fokus des Filmproduktionstudios The Asylum. Im selben Jahr war er im Film Airliner Sky Battle in der Rolle des First Officer Mack zu sehen. Im Folgejahr übernahm er im Science-Fiction-Film 2021 – War of the Worlds: Invasion from Mars die Rolle des Lieutenant Harris. Im selben Jahr spielte er in sechs Episoden der Fernsehserie The Quarantine Fold die Rolle des John und wirkte in einer Episode der Fernsehserie Little Miss Perfect in der Rolle des Kyle Andrews mit. Er übernahm 2021 eine größere Rolle als Wilson in Robot Apocalypse an der Seite von Tito Ortiz und Katalina Viteri. 2022 spielte er in Jurassic Domination die Rolle des Sergeant Ajax.

## Filmografie (Auswahl)
- 2020: Airliner Sky Battle
- 2021: 2021 – War of the Worlds: Invasion from Mars (Alien Conquest)
- 2021: The Quarantine Fold (Fernsehserie, 6 Episoden)
- 2021: Robot Apocalypse
- 2021: Little Miss Perfect (Fernsehserie, Episode 1x05)
- 2021: Mister Red’s Gruesome Stories (Fernsehserie, Episode 1x01)
- 2021: The Street Team (Fernsehfilm)
- 2022: Dhar Mann (Miniserie, Episode 10x09)
- 2022: Jurassic Domination